# American Basketball League 1929-1930
La stagione 1929-1930 della American Basketball League fu la quinta nella storia della lega.
Vinsero il titolo i Cleveland Rosenblums, al terzo successo della loro storia (secondo consecutivo), che ebbero la meglio 4-1 nella serie finale sui Rochester Centrals.

## Classifiche

### Prima fase
|    | Classifica prima fase 1929-1930 | V  | P  |
| -- | ------------------------------- | -- | -- |
| 1. | Cleveland Rosenblums            | 17 | 7  |
| 2. | Brooklyn Visitations            | 15 | 9  |
| 3. | Rochester Centrals              | 14 | 10 |
| 4. | Chicago Bruins                  | 12 | 12 |
| 5. | Fort Wayne Hoosiers             | 12 | 12 |
| 6. | Paterson Crescents              | 10 | 14 |
| 7. | Syracuse All-Americans          | 4  | 20 |
| 8. | New York Celtics                | 5  | 5  |

- I New York Celtics hanno abbandonato il campionato 10 dicembre 1929, dopo aver disputato 10 partite.
- I Syracuse All-Americans hanno abbandonato il campionato il 6 gennaio 1930, dopo aver disputato 24 partite, rinunciando così alle ultime 4.

### Seconda fase
|    | Classifica seconda fase 1929-1930 | V  | P  |
| -- | --------------------------------- | -- | -- |
| 1. | Rochester Centrals                | 19 | 11 |
| 2. | Cleveland Rosenblums              | 18 | 12 |
| 3. | Chicago Bruins                    | 17 | 13 |
| 4. | Brooklyn Visitations              | 15 | 15 |
| 5. | Fort Wayne Hoosiers               | 13 | 17 |
| 6. | Paterson Crescents                | 8  | 22 |

## Playoff
Fase finale al meglio delle 7 partite.
| Squadra 1            | Totale | Squadra 2          | Gara 1 | Gara 2 | Gara 3 | Gara 4 | Gara 5 |
| -------------------- | ------ | ------------------ | ------ | ------ | ------ | ------ | ------ |
| Cleveland Rosenblums | 4-1    | Rochester Centrals | 16-20  | 18-17  | 18-13  | 23-16  | 21-15  |